# فريدا تيغستيدت
فريدا تيغستيدت (من مواليد 17 يوليو 1987) هي لاعبة كرة يد سويدية تلعب كمحور لإيسي-باريس هاند والمنتخب السويدي.